# 올드필드흰배쥐
올드필드흰배쥐 또는 부드러운털타이완흰배쥐(Niviventer culturatus)는 쥐과에 속하는 설치류의 일종이다. 대만에서만 발견된다. 독미나리 숲에서 주로 발견되며, 해발 300~2,000m 이차림 서식지에서 서식하기도 한다.